# Incoronazione di spine (Bosch Escorial)
L'Incoronazione di spine è un dipinto a olio su tavola (165x195 cm) di un seguace di Hieronymus Bosch, databile al 1533 circa e conservato nel monastero dell'Escorial.

## Storia
Le raffigurazioni di Bosch delle scene della Passione devono avere colpito i suoi contemporanei, al punto che l'artista ottenne numerose commissioni per soggetti religiosi. L'opera è una variante successiva dell'Incoronazione di spine di Londra.
Sulla datazione dell'opera si ebbe un totale disaccordo della critica, con oscillazioni tra il 1475 e il 1510, praticamente l'intero arco dell'attività di Bosch. Tali ipotesi sono però state spazzate via dall'analisi dendrocronologica, che ha stabilito una datazione al 1533 o successivo per il supporto ligneo.
L'opera fa forse parte di quelle inviate da Filippo II di Spagna all'Escorial nel 1574, mentre alcuni lo riferiscono, in base ad altra documentazione, all'invio dell'8 luglio 1593.
Nel Museo de Bellas Artes di Valencia esiste un trittico in cui la parte centrale mostra una copia dell'Incoronazione dell'Escorial, eseguito probabilmente ad Anversa verso il 1530. In questa opera il tono delle tavole laterali si addice pienamente a quello della centrale, facendo pensare che il lavoro originale di Bosch fosse appunto un trittico.

## Descrizione e stile
Entro un riquadro scuro, dove sono dipinti, appena percettibili mostri e diavoli dell'immaginario boschiano, si vede un tondo centrale con Gesù incoronato di spine tra cinque sgherri. A differenza della tavola di Londra, di solenne immobilità, qui le figure sono animate da accenti di violenza e movimento, soprattutto nell'uomo col bastone, che appoggia un piede sulla tavola dove è seduto Cristo, e in quello coi baffetti da topo che cerca di strappare la veste a Cristo, il quale sopporta paziente e sconsolato le angherie. La sua fisionomia ricorda quella di Seppellimento di Quentin Massys nel Museo Reale di Anversa. A destra si vede anche un curioso che si affaccia con una trombetta, mentre i personaggi di sinistra mostrano una distaccata perplessità.
Come nella tavola londinese la visione è molto ravvicinata, con il taglio a mezza figura dei personaggi.